# Џенетине сузе
Џенетине сузе (тур. Cennet'in Gözyaşları) је турска телевизијска серија, снимана 2017. и 2018.
У Србији je 2019. приказивана на телевизији Пинк.

## Синопсис
Прича прати лепу и скромну девојку Џенет Јилмаз, коју је као бебу мајка напустила, а бригу о њој је преузела бака Мукадес. Она се храбро борила, жељна мајчинске љубави коју никад није осетила. Џенет је данас на завршној години архитектуре — напорно и вредно ради како би била најбољи студент у класи и дипломирала на време, пронашла посао и самим тим олакшала свој и бакин живот.
На дан дипломирања, њена пријатељица и колегиница са факултета, Мелиса Сојер је упознаје са својом мајком, Арзу Сојер, која јој нуди посао из снова у својој успешној компанији. Срећна и пуна наде у бољу будућност, Џенет прихвата понуду. Тамо среће Селима Арсоја, у ком препознаје пријатеља из детињства ког је давно заборавила. Њихов растанак, као и поновни сусрет после толико година је судбински — једно у другом препознају сродне душе и рађа се љубав.
Међутим, на путу њихове среће стоји Мелиса, која је са Селимом одрасла и читавог живота је заљубљена у њега. Никада ниједног мушкарца није пустила у свој живот, дубоко уверена да ће се једног дана удати за Селима, који према њој гаји само пријатељска осећања. Сазнање да је заљубљен у Џенет, доводи доводи до Мелисиних исхитрених потеза у жељи да их раздвоји, у чему је подржава и мајка Арзу.
Када Арзу открије младеж на Џенетиним леђима, идентичан оном који је имала беба коју је напустила пре 20 година, почиње да верује да њено појављивање у њиховим животима није случајно. Арзу не реагује мајчински на ово сазнање, већ смишља план како да је се реши.

## Сезоне
| Сезона | Сезона | Број епизода (н) / (и)        | Приказивање у Турској                 | Приказивање у Србији                     |
| ------ | ------ | ----------------------------- | ------------------------------------- | ---------------------------------------- |
|        | 1      | 36 / 115 (1 — 36) / (1 — 115) | 24. септембар 2017 — 17. јун 2018. () | 20. јул 2019 — 20. децембар 2019. (Пинк) |

## Улоге
| Глумац:         | Улога:         |
| --------------- | -------------- |
| Берк Атан       | Селим Арисој   |
| Алмила Ада      | Џенет Јилмаз   |
| Есра Ронабар    | Арзу Сојер     |
| Јусуф Акгун     | Орхан Сојер    |
| Зехра Јилмаз    | Мелиса Сојер   |
| Шенџан Галерјyз | Џенгиз Арисој  |
| Хазим Кормарчу  | Махир Сојер    |
| Ебру Нил Ајдин  | Сема Сојер     |
| Чичек Аџар      | Нилгун Арисој  |
| Суеда Чил       | Суна Гарсу     |
| Ебру Дестан     | Озлем Арисој   |
| Суде Нур Јазиџи | Бесте Туна     |
| Октај Чубук     | Омер Гарсу     |
| Гулер Октен     | Мукадес Јилмаз |
| Али Ипин        | Риза Сојер     |